# ديفيد تي. ديكنسون
ديفيد تي. ديكنسون هو سياسي أمريكي، ولد في 13 أغسطس 1867 في كامبريدج في الولايات المتحدة، وتوفي بنفس المكان في 27 نوفمبر 1930. نشط حزبياً في الحزب الجمهوري. وقد انتخب عضو مجلس نواب ماساتشوستس ‏.